# Gerhard Bormann
Gerhard Borman (Bonn, 24 maggio 1940) è un attore tedesco.

## Leben
Borman studia a Lubecca e recitazione alla Deutschen Schauspielhaus di Amburgo. Dal 1963 recita in diverse produzioni televisive come L'ispettore Derrick nel ruolo di Echterding, dall'episodio 12 (Ein Koffer aus Salzburg) al 38 (Inkasso).

## Filmografia
- 1963: Hafenpolizei – Licht im Wasser
- 1966: Brennt Paris?
- 1967: Hauptstraße Glück (10 ep.)
- 1967: Der grausame Job
- 1967: Die Kollektion
- 1967: In aller Stille
- 1969: Der vierte Platz
- 1969–1970: Kapitän Harmsen (13 ep.)
- 1971: Fluchtweg St. Pauli – Großalarm für die Davidswache
- 1971: Maestro der Revolution?
- 1971: Sonne, Sylt und kesse Krabben
- 1971: Tatort: Kressin und der tote Mann im Fleet
- 1972: Max Hölz. Ein deutsches Lehrstück
- 1974: Im Auftrag von Madame – Glückliche Reise
- 1975: Jenseits der Angst
- 1975–1977: L'ispettore Derrick (18 ep.)
- 1978: Sachrang
- 1989: Forsthaus Falkenau – Straßenpaganini
- 2003: Operation Dance Sensation